# 八代町 (弘前市)
八代町（やしろまち）は、青森県弘前市の地名。郵便番号は036-8318。

## 地理
青森県道37号弘前柏線が中央部を縦貫し、北は藤内町・町田、東は船水、南から西にかけて石渡に接する。

## 世帯数と人口
2017年（平成29年）6月1日現在の世帯数と人口は以下の通りである。
| 大字   | 世帯数 | 人口  |
| ------ | ------ | ----- |
| 八代町 | 93世帯 | 239人 |

## 施設

### 公共
- 市立藤代公民館

### 行政
- 弘前市西部学校給食センター

## 小・中学校の学区
市立小・中学校に通う場合、学区は以下の通りとなる。
| 大字   | 番・番地 | 小学校             | 中学校             |
| ------ | -------- | ------------------ | ------------------ |
| 八代町 | 全域     | 弘前市立致遠小学校 | 弘前市立第二中学校 |

## 交通
- 弘南バス

給食センター前、八代（弘前 - 三世寺温泉・板柳・笹館線、他）停留所。